# Karl Egon Ebert
Pour les articles homonymes, voir Ebert.
Karl Egon Ebert (Prague, 5 juin 1801 – Smichow près de Prague, 24 octobre 1882) est un poète de Bohême de langue allemande.

## Biographie
Karl Egon Ebert est un fils d'une descendante de la maison Fürstenberg de Bohême et Hofrates Michael Ebert. En 1848, il s'engagea en politique en faveur de la cohabitation de la culture allemande et tchèque en Bohême et est cosignataire de l'appel du 21 mars des écrivains tchèques.
Pour le compositeur Léopold Eugène Měchura, Ebert écrit le livret de l'opéra Der Schild « Le Bouclier », sur le Lidwinna de Joseph Dessauer.
L'ensemble de l'œuvre littéraire d'Ebert est publiée en sept volumes à Prague, en 1877. Ses Poèmes ont été mis en musique par Václav Jan Tomášek et « Das erste Veilchen » et « Reiselied » l'ont été par Felix Mendelssohn.

## Œuvres
- Wlasta, 1829 (Epos)
- Bretislaw und Jutta, 1828 (Drame)
- Böhmische Kolatschen, 1833 (Anekdotensammlung)